# Liste der denkmalgeschützten Objekte in Červeník
Die Liste der denkmalgeschützten Objekte in Červeník enthält die 15 nach slowakischen Denkmalschutzvorschriften geschützten Objekte in der Gemeinde Červeník im Okres Hlohovec.

## Denkmäler
| Foto |                 | Denkmal / č. ÚZPF                             | Standort / Konskr. Nr.                | Offizielle Beschreibung                         | Beschreibung                                     | Metadaten                                                                |
| ---- | --------------- | --------------------------------------------- | ------------------------------------- | ----------------------------------------------- | ------------------------------------------------ | ------------------------------------------------------------------------ |
| ja   | Datei hochladen | Kirche(sk) ObjektID: 203-789/1                | Standort KG: Červeník Konskr.Nr.: 470 | r.k.Obetovania P.M.;filiálny kostol Panny Márie | römisch-katholische Filialkirche Das Opfer Mariæ | č. NKP: 203-789/1 Stand des NKP: 2012-02-08 Name: KOSTOL                 |
| BW   | Datei hochladen | Grabstele I(sk) ObjektID: 203-789/2           | Standort KG: Červeník Konskr.Nr.:     | kameň;                                          | Stein                                            | č. NKP: 203-789/2 Stand des NKP: 2012-02-08 Name: NÁHROBNÍK I.           |
|      | Datei hochladen | Grabstele II(sk) ObjektID: 203-789/3          | KG: Červeník Konskr.Nr.:              | kameň;                                          | Stein                                            | č. NKP: 203-789/3 Stand des NKP: 2012-02-08 Name: NÁHROBNÍK II.          |
|      | Datei hochladen | Grabstele III(sk) ObjektID: 203-789/4         | KG: Červeník Konskr.Nr.:              | kameň;                                          | Stein                                            | č. NKP: 203-789/4 Stand des NKP: 2012-02-08 Name: NÁHROBNÍK III.         |
| ja   | Datei hochladen | Säule und Sockel(sk) ObjektID: 203-2047/1     | KG: Červeník Konskr.Nr.:              | padlí v I.sv.v.;Pomník padlým v I.sv.v.         | für die Opfer des WK I                           | č. NKP: 203-2047/1 Stand des NKP: 2012-02-08 Name: PILIER S PODSTAVCOM   |
|      | Datei hochladen | Statue(sk) ObjektID: 203-2047/2               | KG: Červeník Konskr.Nr.:              | Kristus Zmŕtvychvstalý;socha Víťazného Krista   | Christus ist auferstanden                        | č. NKP: 203-2047/2 Stand des NKP: 2012-02-08 Name: SOCHA                 |
|      | Datei hochladen | Figurales Relief I(sk) ObjektID: 203-2047/3   | KG: Červeník Konskr.Nr.:              | Lúčenie;reliéf "Lúčenia"                        | "Abschied"                                       | č. NKP: 203-2047/3 Stand des NKP: 2012-02-08 Name: RELIÉF FIGURÁLNY I.   |
|      | Datei hochladen | Figurales Relief II(sk) ObjektID: 203-2047/4  | KG: Červeník Konskr.Nr.:              | Zomierajúci vojak;reliéf "Zomierajúci vojak"    | "sterbenden Soldaten"                            | č. NKP: 203-2047/4 Stand des NKP: 2012-02-08 Name: RELIÉF FIGURÁLNY II.  |
|      | Datei hochladen | Figurales Relief III(sk) ObjektID: 203-2047/5 | KG: Červeník Konskr.Nr.:              | Márne čakanie;reliéf "Márne čakanie"            | "Warten vergebens"                               | č. NKP: 203-2047/5 Stand des NKP: 2012-02-08 Name: RELIÉF FIGURÁLNY III. |
|      | Datei hochladen | Gedenktafel(sk) ObjektID: 203-2047/6          | KG: Červeník Konskr.Nr.:              | padlí v II.sv.v.;pam.tabuľa padlým v II.sv.v.   | für die Opfer des WK II                          | č. NKP: 203-2047/6 Stand des NKP: 2012-02-08 Name: TABUĽA PAMÄTNÁ        |
|      | Datei hochladen | Gitterumzäunung(sk) ObjektID: 203-2047/7      | KG: Červeník Konskr.Nr.:              | železná;                                        | Eisen                                            | č. NKP: 203-2047/7 Stand des NKP: 2012-02-08 Name: MREŽA OHRADNÁ         |
| BW   | Datei hochladen | Säule mit Sockel(sk) ObjektID: 203-2066/1     | Standort KG: Červeník Konskr.Nr.:     | hranolový                                       | prismatisch                                      | č. NKP: 203-2066/1 Stand des NKP: 2012-02-08 Name: PILIER S PODSTAVCOM   |
| BW   | Datei hochladen | Figurengruppe(sk) ObjektID: 203-2066/2        | Standort KG: Červeník Konskr.Nr.:     | sv.Trojica;súsošie sv.Trojice                   | Heilige Dreifaltigkeit                           | č. NKP: 203-2066/2 Stand des NKP: 2012-02-08 Name: SÚSOŠIE               |
| BW   | Datei hochladen | Statue I(sk) ObjektID: 203-2066/3             | Standort KG: Červeník Konskr.Nr.:     | sv.Ján Krstiteľ;socha sv.Jána Krstiteľa         | Johannes der Täufer                              | č. NKP: 203-2066/3 Stand des NKP: 2012-02-08 Name: SOCHA I.              |
|      | Datei hochladen | Statue II(sk) ObjektID: 203-2066/4            | KG: Červeník Konskr.Nr.:              | Mária Magdaléna;socha Márie Magdalény?          | Maria Magdalena                                  | č. NKP: 203-2066/4 Stand des NKP: 2012-02-08 Name: SOCHA II.             |

## Legende
Die Tabelle enthält im Einzelnen folgende Informationen:
| Foto:                    | Fotografie des Denkmals. |
| Denkmal / č. ÚZPF:       | Die Übersetzung der Bezeichnung des Denkmals, wie sie vom Slowakischen Denkmalamt (Pamiatkový úrad Slovenskej republiky) verwendet wird. Die Originalbezeichnung ist unter dem Fragezeichen angegeben. Fehlt die Übersetzung, so wird die Originalbezeichnung direkt angezeigt. Weiters ist die Objekt-Identifikationsnummer (Objekt ID) angeführt. Sie ist die offizielle, in der Slowakei eindeutige Nummer č. ÚZPF inklusive der zugehörigen Zählnummer, wie sie in den Daten des Denkmalamtes angegeben wird. Da diese nur innerhalb eines Landkreises gezählt wird, ist dessen Nummer der Denkmalnummer vorangestellt. |
| Standort:                | Wenn in der Liste vorhanden, ist die Adresse angegeben. In Klammern kann sich noch eine zusätzliche Adresse befinden, wenn es beispielsweise ein Eckhaus ist. Bei freistehenden Objekten ohne Adresse (zum Beispiel bei Bildstöcken) ist eine Adresse angegeben, die in der Nähe des Objekts liegt. Durch Aufruf des Links Standort wird die Lage des Denkmals in verschiedenen Kartenprojekten angezeigt. Darunter sind die Katastralgemeinde (KG) und, wenn vorhanden, die Konskriptionsnummer (Konskr. Nr.) angegeben.                                                                                                   |
| Offizielle Beschreibung: | Es ist die Kurzbeschreibung auf Slowakisch, wie sie in den offiziellen Listen angegeben ist, eingetragen. |
| Beschreibung:            | Kurze Angaben zum Denkmal auf Deutsch. |
| Metadaten:               | Zusätzlich werden, wenn in den persönlichen Einstellungen das Helferlein Dauerhaftes Einblenden von Metadaten aktiviert ist, ebensolche angezeigt. |

- Karte mit allen Koordinaten:
- OSM |
- WikiMap